# Abduktor
Ein Abduktor (Abspreizer) (von lat.: abducere = wegführen, wegziehen) ist ein Muskel für eine abduzierende, also von der Medianebene des Körpers wegführende, Bewegung. Er sorgt z. B. für das Heben des Armes nach außen oder für das Spreizen der Finger.
Die gegensinnige Bewegung wird von einem Adduktor hervorgerufen.

## Beispiele
- Musculus abductor digiti minimi (Fuß)
- Musculus abductor digiti minimi (Hand)
- Musculus abductor hallucis
- Musculus abductor pollicis brevis
- Musculus abductor pollicis longus
- Musculus gluteus medius
- Musculus gluteus minimus